# Радивоје Новаковић
Радивоје Новаковић (Ужице, 1876 — Београд, 1945) је био оснивач и председник Борачког друштва Српски мач основаног 1897, касније Борачко-лоптачког друштва Српски мач.
По занимању је био адвокат. Учествовао је у Првом балканском рату у којем је рањем, па у Првом и Другом светском рату. Од 1941 — 1945. био је у немачком заробљеништву у Оснабрику.
У младости бавио се мачевањем и играо фудбал са осталим пионирима овог спорта у Београду. Из спорта се повукао 1920.